# Yuhei Tokunaga
Yuhei Tokunaga (n. 25 septembrie 1983) este un fotbalist japonez.

## Statistici
| Japonia | Japonia | Japonia |
| An      | Meciuri | Goluri  |
| ------- | ------- | ------- |
| 2009    | 5       | 0       |
| 2010    | 2       | 0       |
| 2011    | 0       | 0       |
| 2012    | 0       | 0       |
| 2013    | 2       | 0       |
| Total   | 9       | 0       |